# South of Rio
South of Rio è un film del 1949 diretto da Philip Ford.
È un western statunitense con Monte Hale, Kay Christopher e Paul Hurst. Il film è dedicato ai primi editori di giornali del vecchio West "che combatterono la mancanza di legge con la parola scritta".

## Produzione
Il film, diretto da Philip Ford su una sceneggiatura di Norman S. Hall, fu prodotto da Melville Tucker, come produttore associato, per la Republic Pictures e girato nei Republic Studios a Hollywood, Los Angeles, California, da fine aprile all'inizio di maggio 1949. Il brano della colonna sonora Oh, Bury Me Not on the Lone Prairie (The Dying Cowboy) fu composto da E. H. Chapin (parole) e George N. Allen (musica).

## Distribuzione
Il film fu distribuito negli Stati Uniti dal 27 luglio 1949 al cinema dalla Republic Pictures.

## Promozione
Le tagline sono:
- The West's Toughest Ranger Takes A Lone Stand Against The Desperate "Bryson Gang"
- RANGE "PROTECTION" RACKET SMASHED BY FEARLESS RANGER!